# ディベート

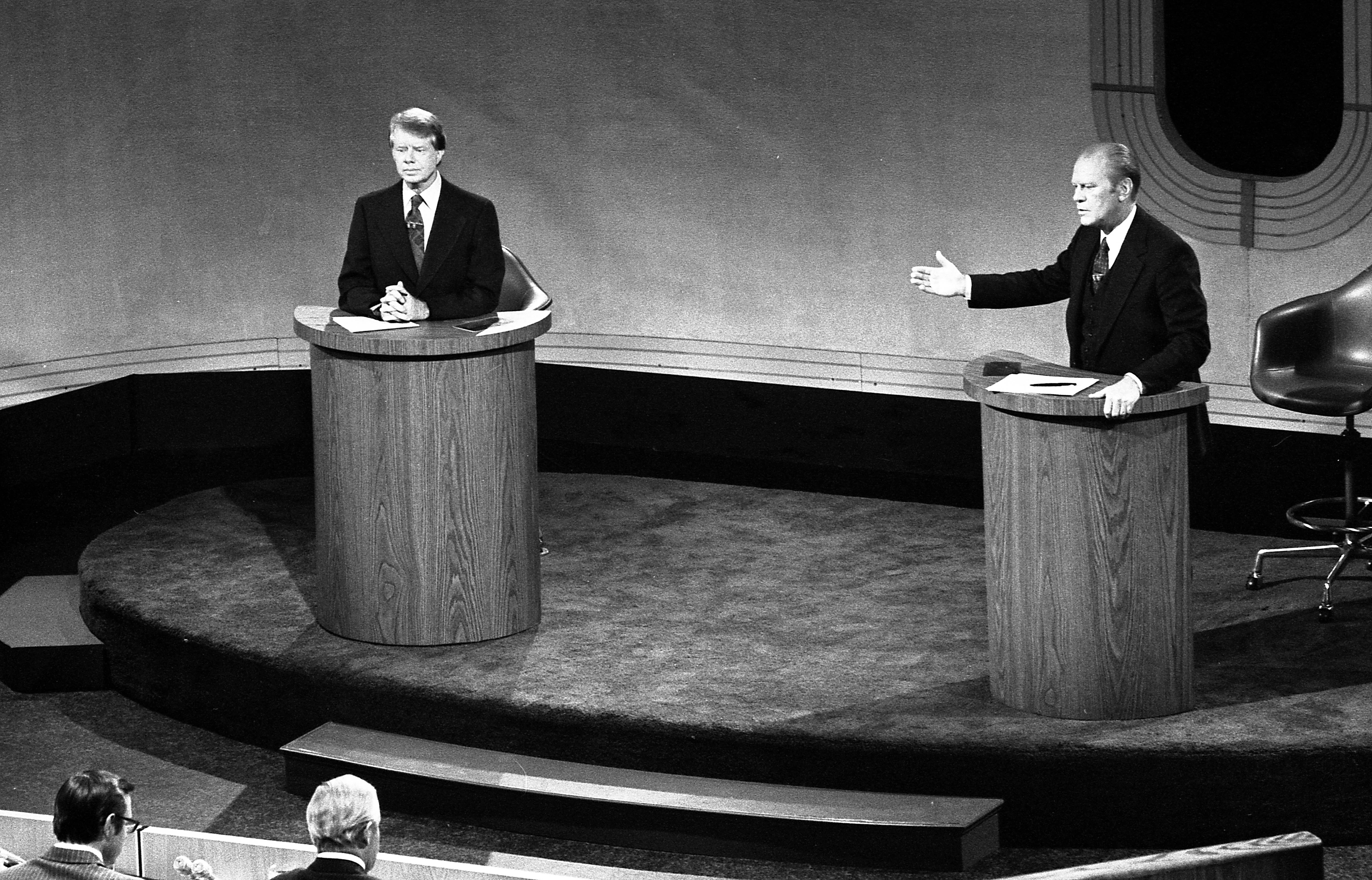
フォードとカーターによる大統領候補討論会（1976年）

ディベート（debate）とは、ある公的な主題について異なる立場に分かれ議論することをいう（広義のディベート）。討論（会）とも呼ばれている。
ディベートは、語史としては古期フランス語の古フランス語・中世フランス語-debatre-ドゥバート（「戦う」こと）が中期英語の古英語・中英語に移入したもので（debaten）、ディベートという語のもつ語義は「相手を打ち負かそうと公式の場で」討論することであり、ディスカッション（discussion）や単なる議論とは異なるものを指すのであるが、一般にはこれらの区別なく「ディベート」ないし「討論」と呼ばれることが多い（最広義のディベート）。この語法は既に定着している部分もあるが、誤った使い方であるとの見方も根強い。
様々な教育目的のために行われる教育ディベート（educational debate）が、単に「ディベート」と呼ばれることもある（狭義のディベート）。特に、教育ディベート関係者の間では、「ディベート」といえば通常は教育ディベートを指す。
教育ディベートでは、その多くが説得力を競い合う競技の形で行われる。競技として行われるディベートを競技ディベート（competitive debate）という（最狭義のディベート）。多くの異なったスタイルがあり、目的に応じて選択される。
以下では、特に断りのない限り、広義のディベートを「ディベート」と呼ぶ。

## 歴史

### 古代ギリシア
議論・討論の技術の嚆矢としては、古代ギリシアにおいて、ソフィスト達によって教授されていた「弁論術」（レートリケー）や「論争術」（エリスティケー）、ソクラテスやプラトンのような哲学者たちによって担われていた「問答法・弁証法・弁証術」(ディアレクティケー)等を挙げることができる。
これらは後に、アリストテレスによって、『オルガノン』や『弁論術』のような著作を通してまとめられ、古代ローマのキケロ等へと伝えられ、西洋における技術の1つとして定着・継承されていった。

### 古代インド
古代インドにおいても、討論の伝統はあった。それは、王が宮廷にバラモン達を集め、牛などの賞品をかけて公開討論会を行うもので、『ウパニシャッド』に描かれているジャナカ王とヤージュニャヴァルキヤ等の話は特に有名である。
こうした伝統は、後にニヤーヤ学派によってまとめられ、インド論理学を生み出した。仏教もまた、特に中観派・唯識派を通して、因明として、その伝統を引き継いでいる。

## ディベート（広義のディベート）
ディベートとは、ある公的な主題について異なる立場に分かれ議論することをいう。この定義から、ディベートは以下の2つの要素を持つ議論であるということが分かる。
1. 公的な主題：公的な主題について行われる
2. 意見の対立：異なる立場に分かれて行われる

ディベートの多くは、現実社会に何らかの影響を与えることを目的としておこなわれる（実質的意味でのディベート）。政治の分野における典型的な例としては、米国での大統領候補討論会、日本や英国での党首討論がある。また、司法の分野における裁判も広義のディベートに含まれる。
他方、現実社会への影響を何ら意図せず行われるディベートも多い（形式的意味でのディベート）。その典型的な例として教育ディベートが挙げられる。そのようなディベートは、古くは古代ギリシアの時代に見られる。代表的なソフィストであるプロタゴラスが、アテネでディベートの技術を教えていたという事実は示唆に富む。また、アリストテレスはディベートを含む議論全般を体系づけ、その成果である論理学や修辞学が現代に到るまで広い分野に大きな影響を与え続けている。

### ディスカッション・議論との相違
ディスカッションとディベートとは、意見対立の有無という点で異なる。ディスカッションとは、ある公的な主題について議論することをいうが、それに加えてディベートでは当事者間の意見対立が前提とされる。例えば、ある公的なテーマについての単なる意見交換は、ディスカッションとしてならば成立する余地があるが、ディベートとしては成立しない。この帰結として、意見対立を何らかの形で解消する必要がある場合には、ディベートでは第三者に、ディスカッションでは当事者に、その役割が期待されることとなる。
なお、単なる議論では、通常、主題の特定は必要ないし、それが公的なものである必要もない。また、意見の対立が前提されない議論も、議論と呼びうる。以上のことから、ディベートは、ディスカッションの一種であり、議論の一種でもあるともいえる。他方、ディベートとはいえないディスカッションや議論もあり得ることになる。

### その他「ディベートではない」もの
ディベートでないものとして「口論」「詭弁」が挙げられることがある。このような議論は、ディベートが「口論の技術」ないし「相手をやり込める技術」を教えるものであり「詭弁家・ソフィストを作るものだ」などといった批判への反論という形であらわれる。そこでは、理性的ないし論理的な議論のみがディベートとされ、ディベートに対する批判は「ディベートについての誤解」に過ぎないとされるのである。
しかし、このようなディベートの定義は、望ましい議論のあり方についての論点の先取りを含むもので妥当とはいえない。ある議論が、ディベートであるか否かという事実的評価と、ディベートとして望ましいか否かという規範的評価は全く別の問題である。にもかかわらず、このような定義が呈示され続ける背景には、教育ディベートに対する批判があるものと考えられる。なお、教育ディベートに対する批判については後述する。

### ディベートと洗脳
苫米地英人によれば、ディベート技術は宗教や洗脳（マインドコントロール）に関連があり、カルト的な宗教集団のマインドコントロールを脱洗するさいにはディベートが有効であるとする。ディベートの弁論技術はカトリックの教義の正当性を世界のあらゆる場所で立証するために発展してきた面があり、ディベートは脱洗だけでなく誘導の方法においては洗脳（マインドコントロール）を行う際の有効な手段になると指摘する。

## 現代的意味でのディベート（最広義のディベート）
ディベートとディスカッション、あるいはディベートと単なる議論とは厳密には意味内容が異なるものだが、これらを区別しないで「ディベート」ないし「討論」と呼ぶケースも非常に多い。各種のメディアなどで、一般に「ディベート」ないし「討論」と呼ばれる議論の中には、ディスカッションと呼ぶしかないものや、ディスカッションと呼べるかどうかすら怪しいものも散見される。例えばテレビメディアでは、「新BSディベート」（NHK衛星第1テレビジョン）が前者の意味で、「ディベートファイトクラブ」（BSフジ）が後者の意味で、それぞれ「ディベート」という言葉を用いている。前述の通り、このような最広義のディベートについては、誤った語法でありこれを認めるべきでないとする見解も強く主張されている。

## 教育ディベート（狭義のディベート）
何らかの教育を目的として行われるディベートを教育ディベートという。アカデミックディベートとも呼ばれる。教育ディベート関係者の間では、教育ディベートを単に「ディベート」と呼ぶのが通例である。
教育ディベートの本質的な目的の一つにアーギュメンテーション（argumentation）教育があることについては、教育ディベート関係者の間で広く合意が形成されている。アーギュメンテーションとは、議論過程（process of arguing）ないし議論学（study of argumentation）を意味し、その教育には論理学と修辞学の要素を含む。このことから、教育ディベートはアーギュメンテーション理論の壮大な実験場であるともいわれる。
アーギュメンテーション教育の副次的効果としては、一般に以下のようなものが挙げられる。もっとも、このような副次的効果を過度に強調することには懐疑的な立場もある。
1. 問題意識を持つようになる。
2. 自分の意見を持つようになる。
3. 情報を選択し、整理する能力が身に付く。
4. 論理的にものを考えるようになる。
5. 相手（他人）の立場に立って考えることができるようになる。
6. 幅の広いものの考え方、見方をするようになる。
7. 他者の発言を注意深く聞くようになる。
8. 話す能力が向上する。
9. 相手の発言にすばやく対応する能力が身に付く。
10. 主体的な行動力が身に付く。
11. 協調性を養うことができる。
12. コミュニケーション能力を向上させる。

以上のような目的のため、教育ディベートの議論形式には必要に応じて以下のような制約が設けられる慣習がある。
- 勝敗の決定：第三者（専門の審査員など）によって勝敗を決定する
- 役割の分担：参加者の意思とは無関係に役割（肯定側・否定側など）を分担する
- 準則の設定：議論において守るべき多くのルールが設定される。

勝敗を決定すれば自ずとディベートは競技の性格を帯びるため、教育ディベートの多くは競技ディベートとして行われる。また、役割を任意に設定して人格と議論とを分離させる場合は、現実社会に影響を与えることを目的としないものになるのが普通である。しかし、これらの制約は、飽くまで特定の教育目的のために慣習的に採られてきたものに過ぎず、理論的には教育目的に応じて制約を外したり追加したりすることも考え得る。実際、教育ディベートの現場では、勝敗の決定を行わない試みもなされているし、一種の言論教育として人格と議論とを一致させるという試みもあり得るところである。

### 各国における教育ディベート
前述の通り、教育ディベートの原型は既に古代ギリシアで見られるが、現在、世界各地で実践されている教育ディベートの多くは、英国と米国の学校教育のなかで、それぞれ独自に発達してきたものである。英国式のディベートと米国式のそれとの違いは、両国の議論文化の違い、ひいては国民性の違いを反映して好対照をなしている。一般的な傾向としては、修辞的要素を重視する英国に対し、論理的要素を重視する米国、という図式化がなされることが多い。
両国における教育ディベートは、いずれも多数の著名な政治家・法曹・学者・ジャーナリストを輩出しており、その意味では日本における弁論部と同じような役割を担ってきたと言える。英国では、ケンブリッジ大学で1820年代に結成されたケンブリッジ・ユニオンをはじめ、オックスフォード大学のオックスフォード・ユニオン、その他イングリッシュ・スピーキング・ユニオンなどが各種のディベート大会を主催している。また、米国の大学では、ディベートの課外活動に単位を与えたり、ディベート大会で優秀な実績を残した学生に学費全額免除を含めたディベート奨学金を出したりする例も見られる。
また、近年は教育ディベートを広めるベンチャー企業やNGOも、中国を中心に台頭している。

### 日本における教育ディベート
本格的な教育ディベートは、福澤諭吉によって初めて日本にもたらされたとするのが定説である。福澤は「debate」の訳語に「討論」という日本語を当て、日本に広く普及させるとともに自ら実践した。1873年（明治6年）に福澤が行った日本初の教育ディベートの論題は「士族の家禄なるもの、一体プロパーチーであるか、サラリーであるか」だったとされている。討論は、この頃から学校教育で課外活動として位置づけられはじめ、旧制中学においても1877年頃から各種の討論会が行われはじめる。こうした教育ディベート活動は、1897年以降には多数の理論書も出版されるなど隆盛を極めるが、大正時代に入ると戦渦に巻き込まれ徐々に衰退し、やがて消失してしまう。
戦後に入ると、冠地俊生らによって再び教育ディベートの必要性が叫ばれるようになり、再び各地で活発な討論会が開催されるようになる。1946年から1950年にかけて朝日新聞が主催した「朝日討論会」は、延べ参加校642校という大規模なものであった。その後、1950年には、全関東大学討論会（全関東学生雄弁連盟主催）、英語ディベート大会（国際教育センター主催）が開催される。その後の教育ディベートは、日本語では弁論部、英語では英語研究会（ESS）が主導し、それぞれ各種のディベート大会を開くようになっていった。また、これらの団体は初中等教育にも関与し、幅広い層で教育ディベートが実践されるようになった。もっとも、この時期の討論会は、教育・学習として行われると同時に言論活動として行われたものも多く、実質的意味のディベートにかなり接近したものであった。そして、このような活動も1960年代以降の学園紛争などの影響で再び停滞期に入ることとなる。
1980年代以降、松本道弘らによって三度ディベート教育が唱道されはじめると、それと歩調を合わせるかのように、各種団体が活発にディベート大会を開くようになる。1983年に全日本英語討論協会、1986年には日本ディベート協会が発足。1990年代に入ると、一部の大学で日本語ディベートサークルが設立されはじめるとともに、学校教育の中でディベートを積極的に導入しようとする動きが起こる。1997年には、大学生を対象とした全日本学生ディベート選手権大会（全日本ディベート連盟主催）、中学・高校生を対象とした全国中学・高校ディベート選手権（全国教室ディベート連盟主催）、参加者を限定しないJDAディベート大会（日本ディベート協会主催）が、それぞれ創設された。近年では、入社試験や入学試験においてディベートを実施する例も数多く出てきている。
このような1980年代以降の潮流がそれまでと大きく違う点は、学校教育の正規のカリキュラムにディベートが導入されたこと、社会人の社員教育プログラムとしてのディベートが広く普及したことであろう。学校教育の分野では、現行学習指導要領でディベートの導入を促す項目が追加され、授業作りネットワークや全国教室ディベート連盟、そして現場の各教員による様々な取り組みが行われている。さらに、社員教育の分野でも、ディベート研修、ロジカルシンキング研修などといった各種の社内研修・公開講座が、広く開催されるようになっている。研修講師の多くは、80年代以降の教育ディベートによる訓練を経ており、生徒・学生の教育にも積極的に関与する動きが見られる。
福澤諭吉以来、日本が伝統的に接受してきた教育ディベートは米国式のそれであったが、近年では、パーラメンタリーディベートと呼ばれる英国式の教育ディベートが日本でも急速な普及を見せている。1998年には日本パーラメンタリーディベート連盟が設立され、それまでの教育ディベートとは一線を画する一大勢力として成長しつつある。
また、2015年には日本で唯一ディベート教育に特化した学会であるディベート教育国際研究会が誕生している。

### 教育ディベートに対する批判
教育ディベートに対する批判には様々なものがあるが、その殆どが教育ディベートそれ自体に対するものではなく、特定の教育ディベートの形式に対するものである(特に、競技ディベートや、特定の競技形式に対する批判であることも多い)。
矢野善郎によると「実戦（×践）的」なディベートは特殊なルールに基づく弁論ゲームとなっており、現実にはどうでもよい命題や観点（擬論）を提示しあい、取りこぼすことなく最後まで引っ張り、大層でとっぴょうしもない反論（「死者の数」が多ければ多いほど良い……もしそのような提案を実施すればこれだけ酷いことが生じ「死者が出る」）で抗弁し、肯定側の述べたアドバンテージ（AD）と否定側の述べたディスアドバンテージ（DA)の「死者の数」の比較で勝敗を決するゲーム性の強いものである。
教育ディベートそれ自体に対する批判は、教育が成功したとしても、そのディベート技術が道理に合わないことを正当化しようとする「詭弁家」や、批判だけが得意な「ニヒリスト」を育ててしまう危険性があるという点に集約される。このような批判は、古くは古代ギリシアのソフィストに対する批判から、現代のオウム真理教の上祐史浩らに対する批判に至るまで、教育ディベートに対する疑念として根強く存在してきた。このような批判に対しては、一般にそのようなことのないよう注意深く指導がなされているという理由から「教育ディベートに対する誤解」とする立場(望ましい議論のあり方を教育ディベートの定義に含める向き)がある一方、教育ディベートが持つ危険性を認識する立場もある。
もっとも、このような危険性はディベートに限ったことではない。ニヒリズムについてのハンナ・アレントの言葉から飛躍し、危険な議論は存在せず、議論そのものが危険なのであるとも言える。このことは、歴史教育の手法としての教育ディベートに対する批判にも当てはまる。

## 競技ディベート（最狭義のディベート）
説得力を競い合う競技の形態で行われる教育ディベートを指す。ディベート一般において必要となる公的な主題と意見対立は、競技ディベートでは予め主催者によって設定される。
競技ディベートにおいて設定される主題は、論題（motion）などと呼ばれる。「ベーシックインカムを導入するべきか？」「死刑制度を廃止するべきか？」「結婚した方が個人は幸せとなるか？」「アベノミクスは成功したか？」などさまざまな種類の論題が出題される。論題は性質に応じて以下のように分類され、一般に価値論題と事実論題についての競技ディベートは難易度が高いとされている。
- 事実論題：ある事柄が有るか無いかを扱う
- 価値論題：ある事柄が良いか悪いかを扱う
- 政策論題：ある事柄が行われるべきか行われざるべきかを扱う

競技ディベートでは、論題に対する立場を肯定・否定の2つに分けることで対立構造を設定するのが通例である。それぞれ肯定側（Affirmative）・否定側（Negative）ないし政府側（Government）・野党側（Opposition）などと呼ばれる。前述の通り、この役割分担は、様々な教育目的から参加者の意思とは無関係に行われる。
この他、競技ディベートでは、競技を進行させる形式（Format）や試合内容を検討し勝敗を決定するための審査基準（Judging Criteria）などが必要となる。進行形式や審査基準、そしてそれらの基底となるディベート観（Debate Paradigm）は、それ自体が激しいディベートの対象となっている。これらは競技ディベートの教育効果に決定的な影響を与えるため、様々な考え方やそれに基づくスタイルが現れている。
分類は多岐に渡るが、大きく議題が発表されてから数か月にわたって調査を可能とする「調査型（prepared debate, academic debate）」と、議題発表後15-30分で試合を開始する「即興型（parliamentary debate）」の2種類が存在する。

### 各国における競技ディベート

#### 英国式の競技ディベート
英国下院議会(Parliament)でのディベートを範型としていることから、一般にパーラメンタリーディベート（Parliamentary Debate）と総称される。このスタイルでは、議論の内容だけでなく伝達方法や議論方法などを含んで審査が行われるのが特徴である。

##### ブリティッシュパーラメンタリー・スタイル（British Parliamentary Style）
1820年代から英国で見られる伝統的なスタイル。世界的に広く普及しており、世界大会（World Universities Debating Championship）も存在する。論題は、試合毎に異なるものが設定され、試合直前に発表されるため、選手は即興に近い形で議論することとなる。政府側（Government, Proposition）・野党側（Opposition）ともに、立論・反駁が1チームあたり2回。1チーム2人で政府側2チーム野党側2チームの計4チームで争い、試合終了後1位から4位まで順位がつけられる。質疑応答は相手の立論中に行う。準備時間は論題発表から試合開始までの15分程度のみ。

##### ノースアメリカン・スタイル（North American Style）
1980年代から急速な広がりを見せた上記のブリティッシュスタイルが米国に定着したもの。日本にもこのスタイルが導入されている。試合毎に異なる論題が開始直前に発表される点は変わらないが、このスタイルでは証拠資料の引用が明示的に禁止されている。このため、選手はより即興に近い形で議論することとなる。政府側（Government, Proposition）・野党側（Opposition）ともに、立論2回、反駁1回。質疑応答は相手の立論中に行う。人数は2人制。準備時間は論題発表から試合開始までの20分程度のみ。

##### オーストラルズ・アジアンスタイル（Australs-Asian Style）
オーストラリアや東南アジアを中心に採られているスタイル。議論の内容については証拠資料を含めて審査される。このため、論題発表から試合開始までの準備時間が長期化されており、短い場合でも30分、長いものでは数週間が与えられる。もっとも、試合進行中の準備時間は与えられていない。また、点数制で審査がなされる。肯定側（Affirmative, Proposition）・否定側（Negative, Opposition）ともに、立論3回、反駁1回。質疑応答は相手の立論中に行う。人数は3人制ないし4人制。

#### 米国式の競技ディベート
米国のディベートスタイルの大きな特色は、ディベートを政策決定プロセスのモデルとして考えてきた伝統にある。その伝統の元、米国の大学、高校間では独自に以下の二つのスタイルを確立し、大会運営を行っている。試合後に審判からのOral Critique (口頭による採決理由とコメント)まで終わらせるのが特徴。

##### ポリシーディベートスタイル（Policy Debate style）
1947年より開催されている全米ディベート大会（National Debate Tournament)を頂点とする、AFA (American Forensic Association)、ADA (American Debate Association)、CEDA (Cross Examination Debate Association)という3つのディベート団体において採られている共通スタイル。各団体はシーズン後半に全米規模のトーナメントを開催する。 年間を通して1つの政策論題が与えられるため、事前に膨大な証拠資料を収集し緻密な論理構築をして大会にのぞむ。肯定側・否定側ともに、立論・質疑応答・反駁が各2回。なお、試合進行中の準備時間が与えられており任意に分割して使用できる。人数は各チーム2人制。各時間は、立論9分、反駁6分、質疑応答3分、準備時間が各チーム10分ずつ。英国式の競技ディベート、また下の二つのスタイルとは異なり、議論の内容のみに基づいて審査が行われるかつて日本の競技ディベート全般に絶大な影響を与えていた。審判はほとんどの場合過去にポリシーディベートの経験がある人かコーチ。
高等学校でも州ごとに地方大会が開かれ、シーズン後半には全米大会も行われる。

##### リンカーン・ダグラススタイル（Lincoln-Douglas style）
米国で誕生し確立したスタイル。奴隷制廃止が争われた1858年のリンカーン対ダグラスの連邦上院議員候補討論会にちなんで名づけられた。肯定側は立論・質疑応答が各1回、反駁2回。否定側は立論・質疑応答・反駁ともに各1回だが、反駁の時間が肯定側より長く設定されている。人数は1人制。映画「The Great Debaters」で描かれたのは、1930年代における、このスタイルでの競技ディベートである。大学ではたいていIE(Individual Event)トーナメントの一部門として学生に親しまれている。審判は過去にディベートの経験がある人かコーチが多いが、必ずしもそうではない。

### 日本における競技ディベート
日本で行われている英語での競技ディベートは、米国で採られているスタイルに大きく依存している。競技ディベートのスタイルには前述の通り変遷が見られるものの、その時々の米国における支配的な考え方が、ほぼそのまま日本にも導入され大勢を占めてきたと言って良い。現在でも、英国式のパーラメンタリーディベートにしろ、米国式のポリシーディベートにしろ、日本で行われているものと米国で行われているものとの間に大きな相違はない。その意味では、英語での競技ディベートのスタイルは、安定的・継続的なものであったと言えよう。
これに対して、日本語での競技ディベートのスタイルは非常に流動的かつ散発的で、これまで雑多なものが生まれている。1940年代の朝日討論会のスタイルが「朝日式」、1950年代に当時の米国オレゴン大学から導入されたスタイルが「オレゴン式」などと呼ばれた。また、1980年代以降は全関東学生雄弁連盟加盟の弁論部主催大会で独自のスタイルが成立、これに対抗して1990年代には慶應義塾大学開智会主催大会や、産経新聞主催のザ・ディベートアカデミーなどで独自のスタイルが試行された。
近年では、全国中学・高校ディベート選手権において、「メリット・デメリット比較方式」と呼ばれるスタイルが成立している。肯定側・否定側ともに、立論・質疑が各1回、反駁が2回、準備時間が立論・質疑後に1分、反駁後に2分。人数は4人制。NDTスタイルを基礎にしているが、様々な教育上の配慮から議論に強い制約が掛けられ単純化されている。このスタイルは、学校教育の現場に決定的な影響を与えるとともに、日本語ディベートサークルにも影響を与えた。
また、社会人の間でもアクティブラーニングを取り入れた活動としてディベートが注目されており、既存のディベートを援用して、即興型ディベートが注目を浴びている。競技ディベート・教育ディベートの利点を取り入れながら、競技として本格的に行うのではなくアクティブラーニングや参加型講座としての側面が強い。

### 競技ディベートを描いた映画
- 青春!ケンモント大学 - Listen to me（1989） [50]
- Thumbsucker - Thumbsucker（2005） [51]
- グレート・ディベーター 栄光の教室 - The Great Debaters（2007）
- Resolved - Resolved（2007） [52]
- Rocket Science - Rocket Science（2007） [53]